# Гатто, Альфонсо
Альфонсо Гатто (17 июля 1909 — 8 марта 1976) — итальянский писатель, драматург, критик, корректор, журналист, профессор. Наряду с Джузеппе Унгаретти и Эудженио Монтале, он является одним из выдающихся итальянских поэтов 20-го века и основным представителем герметической поэзии.

## Биография
У Гатто было трудное детство, он учился в классическом лицее Салерно, где обнаружил свою страсть к поэзии и литературе. В 1926 году он поступил в Неаполитанский университет имени Федерико II, но ему пришлось прекратить учёбу из-за финансовых проблем. Как и многие итальянские поэты его возраста, такие как Эудженио Монтале и Сальваторе Квазимодо, он так и не получил высшее образование.
Гатто влюбился в дочь своего учителя математики Джоул и, когда ему было всего 21 год, сбежал с ней в Милан. С этого момента его жизнь стала довольно беспокойной и полной приключений, с множеством смен места жительства и работы: сначала он был помощником в книжном магазине, преподавателем колледжа, корректором, журналистом, учителем. В 1936 году из-за его открытой антифашистской активности, он был арестован и заключён в тюрьму Сан-Витторе в Милане.
В те годы Гатто был сотрудником различных новаторских журналов и журналов итальянской литературной культуры. В 1938 году он основал журнал Campo di Marte вместе с писателем Васко Пратолини по заказу итальянского издателя Валлекки, но просуществовал он всего год. Однако это был значительный опыт для Гатто, который смог войти в ведущие литературные круги.
«Кампо ди Марте» создавался как журнал, выходящий раз в две недели (впервые выпущенный 1 августа 1938 года), и его особая задача заключалась в обучении публики художественной и литературной продукции всех жанров. Журнал был непосредственно связан с так называемым флорентийским герметизмом.
В 1941 году Гатто был назначен профессором итальянской литературы за «высокие заслуги» в Художественной школе Болоньи и специальным корреспондентом газеты L’Unità, таким образом получив ведущее место в продвижении литературы, вдохновленной коммунистами. Впоследствии Гатто покинул Коммунистическую партию Италии и стал коммунистом-диссидентом.
Поэт погиб в автокатастрофе 8 марта 1976 года в Капальбио в провинции Гроссето. Он похоронен на кладбище Салерно, и на его могиле (которая имеет валун, как его надгробная плита) выгравировано похоронное прощание его друга Монтале:
 
Ad Alfonso Gatto / per cui vita e poesie / furono un'unica testimonianza/ d'amore

## Поэтика
Герметизм признает в Альфонсо Гатто одного из своих самых важных и активных представителей. Немногое известно о нем в первые годы его пребывания в Салерно, что, несомненно, должно было сыграть определяющую роль в его культурной среде, и также мало известно о его первых чтениях, его первых литературных встречах, его друзьях. Однако публикация его первой книги стихов в 1932 году под названием « Изола» («Остров») была высоко приветствуемая как действительно новый лирический голос. Когда Джузеппе Унгаретти опубликовал в том же году свое Sentimento del tempo («Ощущение времени», 1933), он включил Гатто в соответствующую главу, несмотря на совсем недавнее появление последнего на литературной сцене.
С Изолы Гатто начинает свое поэтическое существование, которое завершится его трагической смертью сорок четыре года спустя. Изола представляет собой решающий текст для построения герметической грамматики, которую сам поэт определит как поиск «естественной абсолютности». Его язык разрежен и вневременен, информативен и типичен для поэтики «отсутствия» и пустого пространства, богатой мелодическими мотивами. Это будут основные элементы всего творчества Гатто: эти элементы, на самом деле столь далекие от традиционных моделей, присутствуют во всех его стихах до 1939 года и постепенно перейдут от знакомых тем и пейзажных видений юности к новому этапу, прежде и после Второй мировой войны, которая открывается с его Arie e motivi («Арии и мотивы») и завершается с « Poesie d’amore» («Любовные стихи»).

### Мотив любви
Мотив любви Гатто воспевается всеми возможными способами и во всех возможных направлениях и, даже если они звучат в стиле классицизма, никогда не теряют звуковой ценности слова, поскольку они становятся их собственным моментом внушения.
В период между 1940 и 1941 годами поэт пересмотрел свои предыдущие стихотворения, которые позже будут включены в сборник, опубликованный в 1941 году под названием Poesie («Стихи»), и они не претерпят изменений до 1961 года, когда, дав им лучший хронологический и вдохновляющий порядок в новом томе достигнется величайший лиризм Гатто.
Один из самых ярких образов современной итальянской поэзии можно найти в его стихотворении « Облио», где поэт выражает радость жизни, которую он испытывает, и которая становится памятью и праздником:
Tutto si calma di memoria e resta
il confine più dolce della terra,
una lontana cupola di festa "
В этих стихах можно обнаружить исчезновение строгой аналогии, входившей в первые книги Гатто, и в его Amore della vita («Любовь к жизни») 1944 года, он добьется успеха в передаче редкой бодрости риторического момента, посвященному итальянскому сопротивлению. Фактически, Гатто придерживался поэзии итальянского сопротивления, движимого гражданским и политическим духом итальянцев, и в своем последующем сборнике стихов Il capo sulla neve («Голова в снегу») он создаст сильные и эмоциональные слова для «Мучеников Сопротивления», выражающие их в стихах глубокой задумчивости и пронзительной непосредственности.
Таким образом, Гатто — поэт природы и инстинктов, который постоянно обновляет свою поэтическую форму и структуру повествования, включая в них лирический самоанализ и историческое чувство соучастия. При чтении его последних произведений — Rime di viaggio per la terra dipinta («Рифмы для странствия по раскрашенной земле») и Desinenze («Склонения»), опубликованных посмертно, остается образ поэта с бурной жизнью, Который всегда рад запечатлеть в памяти все эмоции на языке, богатом мотивами и сюрпризами.

## Основные произведения[7]

### Поэзия
- Изола («Остров»), Неаполь, 1932 г.
- Morto ai paesi («Мертвые для деревень»), Модена, 1937 год.
- Poesie («Стихотворения»), Милан 1939, новое издание Флоренция 1943
- L’allodola («Жаворонок»), Милан, 1943
- La spiaggia dei poveri («Пляж бедняков»), Милан, 1944 г.
- Arie e motivi («Арии и мотивы»), Милан, 1944 г.
- La spiaggia dei poveri («Пляж бедных»), Милан, 1944 г., новое изд. Салерно 1996
- Il sigaro di fuoco. Поэзия для бамбини («Сигара огня. Стихи для детей», Милан 1945 г.
- Il capo sulla neve («Голова в снегу»), Милан, 1947 г.
- Новая поэзия 1941-49, Милан 1949
- La forza degli occhi («Сила в глазах»), Милан, 1954 г.
- La madre e la morte («Мать и смерть»), Галатина, 1959 г.
- Поэзия 1929-41, Милан 1961
- Остерия флегреа, Милан, 1962 г.
- Il vaporetto. Poesie, fiabe, rime, ballate per i bambini di ogni età («Паром. Стихи, сказки, стишки, баллады для детей всех возрастов»), Милан 1963 г., новые ред. Салерно 1994 и Милан 2001
- La Storia delle vittime («История жертв»), Милан, 1966 г.
- Rime di viaggio per la terra dipinta («Рифмы для путешествия по раскрашенной земле»), Милан, 1969.
- Поэзия 1929-69, Милан 1972
- Poesie d’amore («Любовные стихи»), Милан, 1973 г.
- Lapide 1975 ed altre cose, Генуя 1976
- Desinenze («Склонение»), Милан 1977 г.
- Poesie («Стихотворения»), Милан 1998
- Tutte le poesie («Все стихи»), Милан 2005 г.

### Проза
- La sposa bambina («Ребенок-невеста»), Флоренция, 1944 г., новые ред. Флоренция 1963 и Салерно 1994
- La coda di paglia («Соломенный хвост»), Милан, 1948 г., новое изд. Салерно 1995
- Carlomagno nella grotta. Меридиональные вопросы («Карл Великий в гроте. Южные вопросы»), Милан, 1962 г., новое изд. Флоренция 1974 (как Napoli NN) и Салерно 1993
- Le ore piccole (note e noterelle) («Маленькие часы»), Салерно, 1975
- Parole a un pubblico immaginario e altre prose («Слова для воображаемой публики и другие произведения»), Пистойя, 1996 г.
- Синьор Меццоджорно, Неаполь 1996 г.
- Il pallone rosso di Golia. Проза, разогнанная и раритетная, «Багальо прессо». , Милан 1997
- L’aria e altre prose, Пистойя 2000
- Diario d’un Poeta («Дневник поэта»), Неаполь 2001 г.
- La pecora nera (« Белая овца»), Неаполь 2001 г.
- La palla al balzo — un Poeta allo stadio («Ловля мяча — поэт на стадионе»), Limina 2006

### Театр
- Il duello («Дуэль»), Милан, 1944 г., новое изд. Салерно 1995

## Фильмография
Альфонсо Гатто также снимался в различных фильмах. В « Il sole sorge ancora» (1946) Альдо Вергано он был проводником поезда. Другие роли он сыграл в двух фильмах Пьера Паоло Пазолини : в Il Vangelo secondo Matteo (1964) он был апостолом Андреем, в Teorema (1968) он был врачом. Он также появился в Cadaveri eccellenti (Прославленные трупы) (1976) Франческо Рози, где он был Носио, и в Caro Michele (1976), Марио Моничелли, из романа Натальи Гинзбург, где он интерпретировал отца Микеле.
- Герметизм (поэзия)
- Марио Лузи
- Витторио Серени
- Наталья Гинзбург
- Пьер Паоло Пазолини
- Джузеппе Унгаретти
- Эухенио Монтале